# أليزيه جيلارد
أليزيه جيلارد هي عارضة سويسرية، ولدت في 28 أبريل 1985 في جنيف في سويسرا.

## وصلات خارجية
- الموقع الرسمي